# Mimaletis albipennis
Mimaletis albipennis är en fjärilsart som beskrevs av W. Warren 1905. Mimaletis albipennis ingår i släktet Mimaletis och familjen mätare. Inga underarter finns listade i Catalogue of Life.